# انتصار الحب (فلم)
انتصار الحب  فيلم دراما، تشويق وإثارة، رومانسي  مصري للمخرج حسن رمزي عام 1954، كتب القصة والسيناريو والحوار المخرج بالاشتراك مع السيد زيادة. الفيلم من بطولة كمال الشناوي، زهرة العلا، هند رستم، سراج منير، ومحمود شكوكو، تدور الأحداث حول المهندس الشاب حسين الذي يعاني من الغيرة الجنونية لزوجته ويتهم في جريمة قتل لا دخل له بها مما يدمر حياته الأسرية.
صدر الفيلم إلى دور العرض المصرية في 27 ديسمبر 1954.
منح موقع قاعدة بيانات الأفلام على الإنترنت (IMDB) الفيلم درجة 7.5/ 10.
منح موقع قاعدة بيانات الأفلام العربية «السينما.كوم» الفيلم درجة 6.6/ 10.

## أحداث الفيلم
يتعرض الثري صاحب الشركة العقارية (حسين رياض) لهجوم من بعض اللصوص لسرقته، ويتصادف جلوس الشاب حسين فهمي (كمال الشناوي) على قارعة الطريق، ويبادر بالهجوم على اللصوص وينقذ حياة الثري الذي يجد حسين في هيئة الفقراء المشردين ويصحبه إلى بيته ليرد له الجميل. بعد أن يتناول حسين طعامه، ويبدو يأسه وفقره واضح، يسأله الثري عن قصته. تعود الذكريات بحسين وهو يروي للثري أنه كان مهندساً لامعاً وزوج لشابة جميلة تدعى سعاد (زهرة العلا) ابنة الثري إبراهيم عبد السلام (سراج منير) ورزقه الله بطفلته نادية (ميمي جمال) ولكن كانت الغيرة العمياء لزوجته السبب في ضياع الأسرة الصغيرة. منذ 7 سنوات، وأثناء عودة حسين وسعاد من الإسكندرية في سيارة الأسرة يقودها الأسطى عبده (محمود شكوكو)، يصادفهم سيدة تعطلت سيارتها في الطريق الصحراوي، ويتقدم حسين بالمساعدة مما يغضب سعاد. يصل حسين وسعاد وتستقبلهم والدتها (عزيزة حلمي) ووالدها وتبدو سعاد غاضبة ويزاد غضبها عندما يدق الهاتف بمكالمة من نفس سيدة السيارة المعطلة، وهي الراقصة سلوى (هند رستم)، التي تسعى لشكرهم. يلوم إبراهيم ابنته على زواجها من حسين الذي لا يتناسب مع مستوى عائلتهم. يذهب حسين إلى حفلة ساهرة أعدها صديقه عزت حيث يستضيف ممول لمشروع إنشاء مصنع كان حلماً قديماً للأثنين، يتصادف مرة أخرى وجود الراقصة سلوى التي ترحب بحسين بينما يشاهد ما يحدث عشيقها الثري مدحت شكري (أنور زكي). وعند مغادرتها الحفلة تطلب من حسين مرافقتها إلى بيت مدحت حيث تقيم. وعند دخولهم البيت يهاجمهم العشيق الغيور مدحت شكري بمسدس يستطيع حسين الاستيلاء عليه، ويسمع صوت طلقة نارية. تكون سلوى قد أطلقت الرصاص لقتل مدحت بينما حسين يظن أن الرصاص انطلق من مسدسه دون قصد منه. يلوذ حسين بالفرار وكذلك تفعل سلوى، وبعيداً عن بيت القتيل يتخلص حسين من سلاحه ويعود إلى بيته في حالة من الاضطراب. صباح اليوم التالي تؤكد الصحف فشل الشرطة في العثور على القاتل، ولكن أحد ضباط الشرطة (عبد العليم خطاب) يتوصل إلى سلوى عشيقة المقتول ويوافقه رئيس الشرطة (رشاد حامد) ويطلب إلقاء القبض على سلوى التي ترشدهم لحسين. يوجه وكيل النيابة عزت عبد الحميد (عبد العظيم كامل) تهمة القتل لحسين الذي يطلب شهادة زوجته سعاد لتؤكد للنيابة تواجده، وقت الجريمة، معها في البيت، ولكن سعاد تصل للنيابة وهي تجهل الاتهام الموجه لزوجها وتعترف بأنه حضر بعد منتصف الليل. تثبت تهمة الصراع الذي أدى لإطلاق الرصاص وينال حكماً بالسجن مع الأشغال الشاقة. يعرف إبراهيم عبد السلام موعد الإفراج عن حسين بعد 6 سنوات، ثلاثة أرباع مدة الحكم، ويطلب من سلوى الحضور، مقابل مبلغ من المال، وقت اطلاق سراح حسين. تشاهد سلوى زوجها وقت اطلاق سراحه بين أحضان الراقصة التي قتل عشيقها. توافق سلوى والدها على الطلاق، وتسوء أحوال حسين ليصبح مشرداً.
يستمع الثري لقصة حسين ويعوضه عما فاته وتعود له ثقته في الناس بعد أن ألحقه الثري بشركته العقارية. يحاول الأسطى عبده التقريب بين حسين وسعاد مرة أخرى، بينما يضغط إبراهيم على ابنته سلوى بقبول الزواج من محمود ابن خالتها المقيم بالإسكندرية. في الطريق إلى الإسكندرية تقع حادثة لسيارة كانت بها الراقصة سلوى، وتشاء عناية السماء أن تنتبه سعاد للحادثة وتطلب من الأسطى عبده التوقف لتجد سلوى بين الحياة والموت وتخبرها عن اتفاقها مع والدها لإفساد زواجها من حسين. تعود سعاد إلى زوجها حسين وينتصر الحب.

## طاقم التمثيل
- كمال الشناوي: في دور المهندس حسين فهمي

- زهرة العلا: في دور سعاد إبراهيم عبد السلام

- هند رستم: في دور سلوى الراقصة

- حسين رياض: في دور الثري صاحب الشركة العقارية للأراضي والبناء)

- محمود شكوكو: في دور الأسطى عبده (سائق سيارة الأسرة)

- سراج منير: في دور إبراهيم عبد السلام (والد سعاد)

- عزيزة حلمي: في دور زوجة إبراهيم عبد السلام (والدة سعاد)

- أنور زكي: في دور الثري مدحت شكري (عشيق الراقصة سهير)

- عبد العليم خطاب: في دور ضابط الشرطة

- رشاد حامد: في دور رئيس الشرطة

- منير الفنجري: في دور مدير المسرح

- عبد العظيم كامل: في دور عزت عبد الحميد (وكيل النيابة)

- ميمي جمال: في دور الطفلة نادية (ابنة حسين وسعاد)

- عبد المنعم بسيوني: في دور سكرتير حسين بالشركة العقارية

- محسن حسنين: في دور «كونستبل» شرطة الطريق الصحراوي

- عواطف رمضان: في دور خادمة بيت إبراهيم عبد السلام

- إبراهيم فوزي: في دور بشير (البواب)

بالاشتراك مع: خيرية أحمد – عبد الرحيم عياد – عبد الحميد بدوي – عبد المنعم سعودي - نادية الشناوي (طفلة) - جلال صادق (غناء)

## أغاني الفيلم
ألحان: حسين أبو زيد
كلمات: جليل البندارى - السيد زيادة - أحمد منصور
غناء: جلال صادق - فاطمة علي
الأغاني: تحرم - أرقصوا معانا - والنبي ما أنساك
مدرب الرقصات: علي رضا 

## روابط خارجية
- مقالات تستعمل روابط فنية بلا صلة مع ويكي بيانات
- انتصار الحب على موقع الدهليز

https://ru.kinorium.com/269122/ انتصار الحب (فيلم)
https://www.csfd.cz/film/740524-intisar-el-hub/hraji/ انتصار الحب (فيلم)
https://www.youtube.com/watch?v=9KKKR9PWre4 انتصار الحب (فيلم)
https://www.youtube.com/watch?v=wcl_ahjmQf0 انتصار الحب (فيلم)